# Andrzej Komar
Andrzej Komar (ur. 29 lipca 1956) – polski sztangista, mistrz Polski, medalista mistrzostw świata i Europy.

## Życiorys
Był zawodnikiem klubu LKS Zjednoczeni Olsztyn. W 1983 zdobył brązowe medale mistrzostw świata i Europy w kategorii 100 kg, wynikiem 407,5 kg (180 kg + 227,5 kg). Sukces ten dał mu zwycięstwo w Plebiscycie "Gazety Olsztyńskiej" na najlepszego sportowca województwa olsztyńskiego w 1983.
Na mistrzostwach świata w 1981 zajął 4. miejsce w kategorii 100 kg wynikiem 385 kg (170 kg + 215 kg), mistrzostw świata w 1982 nie ukończył, paląc rwanie.
W 1983 został mistrzem Polski w kategorii 100 kg.
Rekordy życiowe: 
- w dwuboju: 407,5 kg (180 kg + 227,5 kg) – 1983
- w rwaniu: 180,5 kg - 1983
- w podrzucie: 227,5 kg - 1983